# Max Graser
Max Graser (* 16. März 1902 in Sindelfingen; † 4. März 1980 in Fellbach) war ein deutscher Politiker und Oberbürgermeister der Stadt Fellbach.

## Leben
Graser war der Sohn eines Stickereibesitzers aus Sindelfingen und evangelischer Konfession. Er studierte von 1920 bis 1924 Rechtswissenschaften in Tübingen, Greifswald und Leipzig. Seit 1921 war er Mitglied Burschenschaft Palatia Tübingen, der heutigen Alten Turnerschaft Palatia Tübingen. Er wurde 1926 in Tübingen zum Dr. iur. promoviert und legte 1927 die zweite Justizdienstprüfung ab. Danach war von 1927 bis 1929 als Rechtsanwalt in Böblingen tätig und trat anschließend in die württembergische Innenverwaltung ein.
Vom 4. Juni 1932 bis 31. Dezember 1937 war Graser Bürgermeister der Stadt Fellbach. Am 21. März 1948 wurde er wieder zum Bürgermeister gewählt. In diesem Jahr gründete er mit weiteren Mitgliedern die Fellbach Wohnungsbaugenossenschaft FeWog eG. Das Amt des Bürgermeisters bekleidete er bis 1956. Im gleichen Jahr erfolgte die Ernennung zum Oberbürgermeister. Dieses Amt hatte er bis zum Eintritt in den Ruhestand am 30. April 1966 inne. 1964 unterzeichnete er die Urkunde für eine Städtepartnerschaft mit der Gemeinde Tain-l’Hermitage in Frankreich.
Für seine Verdienste wurde ihm am 18. April 1966 das Bundesverdienstkreuz 1. Klasse verliehen. Am 30. April 1966 erhielt er das Ehrenbürgerrecht der Stadt Fellbach. Das Max-Graser-Stadion in Fellbach wurde 1983 nach ihm benannt.